# Campos Verdes
Campos Verdes é um município brasileiro do estado de Goiás. Sua população estimada em 2022 era de 4.005 habitantes. Foi emancipada de Santa Terezinha de Goiás.